# Bohumínské usnesení
Bohumínské usnesení bylo přijato jako 14. bod usnesení na 27. sjezdu České strany sociálně demokratické, který se konal v dubnu 1995 v Bohumíně. Je v něm potvrzen a konkretizován bod usnesení z předešlého 26. sjezdu, konaného v roce 1993 v Hradci Králové, podle něhož si ČSSD zakázala politickou spolupráci s několika extrémistickými politickými stranami. Konkrétně zní:
| „ | Sjezd potvrzuje platnost závěrů hradeckého sjezdu ČSSD o nepřípustnosti spolupráce sociální demokracie s extremistickými politickými stranami. Vylučuje politickou spolupráci se SPR-RSČ, SČK, MNS, KSČM, LB a SDL. | “ |

Většina zmíněných stran byla postupně marginalizována, problémem se stal význam a stabilizace Komunistické strany Čech a Moravy, takže bohumínské usnesení ČSSD teoreticky brání s touto stranou politicky spolupracovat. Nepanuje ovšem shoda na tom, zda zákaz spolupráce platí obecně, nebo jen na vládní úrovni.
Někteří sociálnědemokratičtí politici uvažují o zrušení bohumínského usnesení. Ačkoli takový návrh byl např. v březnu 2013 ostravským sjezdem ČSSD jednoznačně odmítnut, tamní krajská konference už v listopadu téhož roku znovu požadovala, aby bylo zrušeno. Tehdejší předseda strany Bohuslav Sobotka zrušení nepodporoval, ale dokázal si na toto téma představit vnitrostranické referendum a v roce 2017 už sám usnesení pokládal za překonané. Za zastaralé je už o dva roky dříve považovali i Mladí sociální demokraté.